# Jiřina Machatová
Jiřina Langová (* 31. července 1938 Brno), rozená Machatová, je bývalá moderní gymnastka a baletka povoláním. Jejím dvojčetem je neméně úspěšná Hana Machatová. Nyní se Jiřina věnuje trénování mladých moderních gymnastek v TJ Spartak Velká Bíteš pod oddílem MG Elvis.
Otcem sester Machatových byl čs. fotbalista Oldřich Machat (1903–1994).

## Úspěchy
- Mistryně republiky v moderní gymnastice (1959)
- Mistryně sportu (1965)
- Zasloužilá mistryně sportu (1967)[1]